# نوفانتاي
النوڤانتاي هم شعب يعود إلى العصر الحديدي، وقد تم ذكرهم في كتاب الجغرافيا للعالم بطليموس، الذي كُتب حوالي سنة 150 ميلادي. يُعتقد أن أراضي قبيلة النوڤانتاي كانت تقع فيما يُعرف اليوم بمنطقتي غالواي وكارّيك، في أقصى جنوب غرب اسكتلندا.
رغم الاعتقاد الشائع بأن النوڤانتاي من أصول كلتية، إلا أن هويتهم العرقية والثقافية الدقيقة كانت وما تزال موضع جدل على مدار قرون. فعلى سبيل المثال:
- أشار المؤرخ الإنجليزي بيدي إلى شعب يُدعى النيْدواريين، وافترض أنهم ينتمون إلى البيكتس (السكان الأصليين لشمال بريطانيا).[1]
- أما موسوعة بريتانيكا (الطبعة الحادية عشرة) فقد وصفتهم بأنهم "قبيلة من الغاليين الكلت، تُعرف باسم النوڤانتاي أو البيكتس الأتيكوتيين".
- من جهة أخرى، اعتبر الكاتب الاسكتلندي إدوارد غرانت ريس أن النوڤانتاي، إلى جانب قبائل أخرى في جنوب اسكتلندا، كانوا جزءًا من ثقافة ناطقة باللغات البريتونية (Brythonic)، وهي فرع من اللغات الكلتية المنتشرة في بريطانيا القديمة[2]

تشير الحفريات الأثرية الحديثة في موقع ريسبين كامب قرب مدينة ويثورن إلى وجود مزرعة محصنة كبيرة، كانت مأهولة بين عامي 100 قبل الميلاد و200 ميلادي، مما يدل على أن سكان تلك المنطقة كانوا يمارسون الزراعة في تلك الحقبة.
ومؤخرًا، تم إحياء اسم "نوڤانتاي" في السياسة المحلية؛ حيث تبنّاه مجموعة من أعضاء المجلس البلدي المحافظين في اسكتلندا الذين انشقوا عن حزبهم، احتجاجًا على موقف الحزب الرافض لمشروع إقامة حديقة وطنية في غالواي. 

## بطليموس
لمصدر التاريخي الموثوق الوحيد الذي يذكر قبيلة النوڤانتاي هو كتاب الجغرافيا للعالم بطليموس، حوالي سنة 150 ميلادي، حيث يحدّد موطنهم ومدنهم الرئيسية.  ولا توجد أي إشارات أخرى لهذه القبيلة في المصادر التاريخية المعروفة.
يمتاز ذكر النوڤانتاي في كتاب بطليموس بخصوصية فريدة مقارنة بباقي الشعوب التي ذكرها؛ إذ أن موقعهم الجغرافي معروف بدقة، بفضل الطريقة التي استند فيها إلى معالم طبيعية يمكن تحديدها بسهولة في العصر الحديث. فقد أشار إلى ما سماه شبه جزيرة النوڤانتاي، والتي تتطابق مع منطقة رِنس أوف غالواي، كما أشار إلى رأس النوڤانتاي، الذي يُعتقد أنه إما كورسوول بوينت أو مول أوف غالواي.
وبهذا التحديد الدقيق، يصبح من المؤكد أن النوڤانتاي عاشوا في تلك المنطقة بالتحديد.
أما بخصوص المدن التي ذكرها بطليموس، فهي لوكوبِبيوم وريريغونيوم. ومع ذلك، لم تكن هناك مدن فعلية قائمة في المنطقة بتلك الفترة، لذا من المرجح أن بطليموس كان يشير إلى مواقع استراتيجية محصّنة، مثل القلاع القبلية الصغيرة المعروفة بدَنس أو المقرات الملكية التقليدية للزعماء المحليين.

## العصر الروماني
إن أولى المعلومات الموثوقة عن منطقة غالواي وكارّيك، حين كانت مأهولة بقبيلة النوڤانتاي، تستند إلى الاكتشافات الأثرية. فقد كان النوڤانتاي يعيشون في مستوطنات صغيرة محاطة بسياج، معظمها لا تتجاوز مساحته هكتارًا واحدًا، وكانت مأهولة من الألفية الأولى قبل الميلاد وحتى الحقبة الرومانية.
قام النوڤانتاي أيضًا ببناء حصون التلال المعروفة باسم هيلفورتس ، إضافة إلى عدد محدود من الهياكل المعروفة باسم كرانوغس وبروخس، وهي أنواع من المباني الدائرية المحصنة.
في العصر الروماني، بدأت الأكواخ المبنية بجدران حجرية بالظهور في منطقتهم، ويُعتقد أن النوڤانتاي كانوا يمتلكون مركزًا مهمًا في موقع كلاترينغشوز قرب كيركوبرايت، حيث بدأ هذا الموقع كمنطقة مسوّرة بأعمدة خشبية، قبل أن يتم توسيعه وتحصينه بجدران مصنوعة من الخشب، ثم أضيفت له واجهات حجرية.
ومع ذلك، تم التخلي عن هذا الموقع قبل الحقبة الرومانية، لكن توجد أدلة على أن الرومان استخدموه لاحقًا كهدف في تدريباتهم العسكرية، حيث أقاموا معسكرين تدريبيين بالقرب منه وأخضعوه لمحاكاة حصار عسكري. 
أما الوجود العسكري الروماني الدائم في أراضي النوڤانتاي فكان محدودًا للغاية، إذ لم يُسجَّل سوى بناء حصن صغير في منطقة غيتهاوس أوف فليت، في الجزء الجنوبي الشرقي من أراضي القبيلة.  وتشير الاكتشافات الأثرية إلى أن معظم الآثار الرومانية في المنطقة كانت أدوات أو مقتنيات محمولة، مثل تلك التي يمكن نقلها بسهولة عبر الجنود أو القوافل، ما يوضح ندرة الحضور الروماني الفعلي في مقابل كثرة الأدلة على وجود السكان الأصليين، سواء في مساكنهم أو مواقعهم الدفاعية.   أما موقع ريسبين كامب قرب مدينة ويثورن، الذي كان يُعتقد سابقًا أنه روماني، فقد بات من المعروف الآن أنه بقايا مزرعة محصّنة كبيرة، شيّدها السكان الأصليون قبل وأثناء الوجود الروماني في المنطقة. 
وفي كتابه الذي يؤرخ لحملات الحاكم الروماني جنيوس يوليوس أغريكولا، الذي حكم بين عامي 78 و84 ميلادي، لم يقدّم المؤرخ الروماني تاسيتوس معلومات مباشرة عن الشعوب التي كانت تعيش في اسكتلندا حينها. لكنه أوضح أن أغريكولا، بعد أن هدّأ التمردات في أراضي البريطانيين الذين تم إخضاعهم سابقًا، بنى حصونًا في مناطقهم عام 79 ميلادي، وفي العام التالي، قاد حملة شمالًا حتى وصل إلى فيرث أوف تاي، حيث واجه الشعوب هناك عسكريًا. لم يعد أغريكولا حتى عام 81، عندما ركّز جهوده على ترسيخ سيطرة الرومان في الأراضي التي تم احتلالها.  وقيل لاحقًا أن النوفانتاي تسببوا في حدوث مشاكل على طول جدار هادريان ، ومن المفترض أن بوابة حصن فليت قد استُخدمت لإخضاعهم. 

## تناقض بطليموس

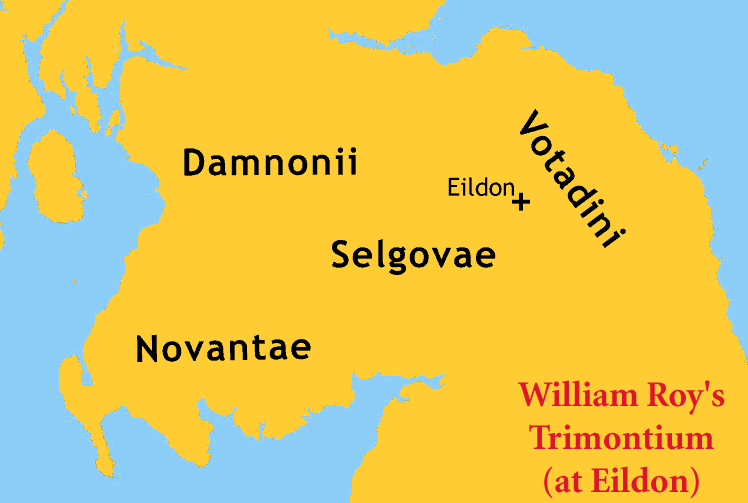
موقع بلدة تريمونتيوم في سيلجوفاي وفقًا لروي، الذي كان يحاول التوفيق بين المشاكل مع مخطوطة De Situ Britanniae الزائفة.

كان يُعتقد أن مدينة تريمونتيوم التابعة لقبيلة سيلغوفي  تقع في مكان ما على الساحل الجنوبي لاسكتلندا، وفقاً لما أورده الجغرافي بطليموس، حتى جاء ويليام روي (William Roy) (1726–1790) ووضعها بعيداً نحو الشرق، عند تلال إيلدون بالقرب من نيوستيد.
قام روي بهذا التغيير أثناء محاولته تتبع المسار الوارد في مخطوطة De Situ Britanniae المنشورة عام 1757. وقد بدا أن نقل موقع تريمونتيوم وفقاً لرؤيته يجعل هذا المسار أكثر منطقية، كما أوضح في مؤلفه التاريخي الآثار العسكرية للرومان في شمال بريطانيا، الذي صدر بعد وفاته عام 1793. ورغم أن روي لم يغيّر موضع قبيلة السيلغوفي في جنوب اسكتلندا حسب وصف بطليموس، فإنه اختار أن ينسب مدينة تريمونتيوم لشعب آخر ورد ذكره في مخطوطة De Situ Britanniae.
وعندما تبيّن لاحقاً، عام 1845، أن De Situ Britanniae كانت مجرد تزوير تاريخي، بقي بعض المؤرخين رغم ذلك متمسكين بالموقع المغلوط الذي حدّده روي لتريمونتيوم، مع التوقف عن نسب الفضل له في هذا التحديد. بل إن بعض الباحثين ذهبوا أبعد من ذلك، إذ احتفظوا بالموقع الذي حدده روي لتريمونتيوم وأعادوا نسبتها مجدداً إلى السيلغوفي، لكن مع تعديل حدودهم الجغرافية حتى باتوا قريبين من تلال إيلدون.
أما بالنسبة لقبيلة نوڤانتاي، فقد تم الإبقاء على موقعهم الأساسي في منطقة غالواي، بناءً على ما ذكره بطليموس عن مجاورتهم للسيلغوفي. ونتيجة لذلك، تم توسيع نطاق أراضي النوڤانتاي بشكل كبير ليتماشى مع هذه الفرضية التي لا تزال راسخة في العديد من الدراسات التاريخية الحديثة. 
وهكذا، فإن محاولة "تصحيح الخطأ" التي استهدفت المصدر التاريخي الوحيد الموثوق (بطليموس) من أجل جعل رواية زائفة في De Situ Britanniae تبدو أكثر اتساقاً، بقيت قائمة حتى بعد كشف زيف المصدر، بل وتعمّقت بإعادة رسم مواقع الشعوب القديمة وفق فرضيات غير دقيقة، مما أدى إلى تحريف الموقع الجغرافي الحقيقي لكل من السيلغوفي والنوڤانتاي.
تجدر الإشارة إلى أن أعمال روي التاريخية لم تعد تؤخذ بعين الاعتبار نظراً لاعتماده غير الواعي على مصدر مزوّر، غير أن خرائطه ورسوماته، التي لم تتأثر بهذا التزوير، لا تزال تحظى بتقدير بالغ في الأوساط الأكاديمية.

## معاملة المؤرخين
تماشياً مع الذكر التاريخي الوحيد لقبيلة نوڤانتاي الوارد في كتابات بطليموس، فقد عمد كثير من المؤرخين إلى التطرق إليهم عرضاً في مؤلفاتهم، إن تم ذكرهم أصلاً. على سبيل المثال، أشار إليهم ويليام فوربس سكين في كتابه اسكتلندا السلتية الصادر عام 1886، حيث اكتفى بذكر ملاحظات بطليموس بشأنهم، مضيفاً بعض تخميناته حول المواقع المحتملة لمدنهم، دون أن يُبدي قناعة كبيرة بذلك.  أما جون ريس في كتابه بريطانيا السلتية الصادر عام 1904، فقد ذكرهم بإيجاز، دون الخوض في نقاش تفصيلي حولهم.  وحتى المؤرخون المحليون من منطقة غالواي الذين كتبوا عن تاريخ منطقتهم، قدموا عنهم معالجة سطحية مماثلة، دون توسع يُذكر.    
وفي المؤلفات الحديثة، يتم غالباً التطرق إلى النوڤانتاي بشكل عرضي أيضاً، غير أن بعض هذه الأعمال أدرجتهم في سرديات تاريخية تفتقر للدعم سواء من خريطة بطليموس أو من الأدلة الأثرية، مع ذلك، يتم الإبقاء على موقعهم التقليدي في منطقة غالواي.
على سبيل المثال، لم يتناول جون كوخ  بشكل مباشر تاريخ النوڤانتاي في كتابه الثقافة السلتية الصادر عام 2005، لكنه أشار إلى علاقة محتملة بين اسمهم واسم قبيلة ترينوفانتس في جنوب شرق إنجلترا، كما أرفق خريطة تُظهر "نوڤانت" في غالواي، بما في ذلك منطقة كيركودبرايتشير، وذلك ضمن نقاشه حول شعب غودودين. أما عالم الآثار باري كونليف  فقد أشار إليهم باقتضاب في كتابه مجتمعات العصر الحديدي في بريطانيا الصادر عام 1971، حيث حدّد موطنهم في غالواي، وأرفق خريطة استند فيها إلى "مصادر متنوعة". 
كما ذكرهم المؤرخ ديفيد ماتينغلي في كتابه امتلاك إمبراطوري: بريطانيا تحت الحكم الروماني الصادر عام 2006، واعتبرهم أحد شعوب جنوب غرب اسكتلندا بحسب رواية بطليموس، مع خرائط تُظهرهم في نفس المنطقة  في حين أشار شيبّارد فرير إليهم عدة مرات في كتابه بريطانيا: تاريخ بريطانيا الرومانية الصادر عام 1987، رابطاً إياهم بقوة مع قبيلة السيلغوفي، وأحياناً مع قبائل البريغانتس، واضعاً إياهم في منطقة غالواي، في مقابل السيلغوفي الذين اعتبرهم مستقرين على الجانب الآخر من مرتفعات الجنوب الإسكتلندي.  أما كتاب أليستر موفات قبل اسكتلندا: قصة اسكتلندا قبل التاريخ الصادر عام 2005، فقد أهمل فعلياً ذكر النوڤانتاي في سياق التاريخ العام لاسكتلندا، لكنه أدرج عنهم مجموعة من التفاصيل الملونة وإن كانت مشكوكاً في صحتها. فقد ذكر أن اسمهم يعني "الشعب النشيط"، وزعم أن لهم ملوكاً، وأنهم كانوا يتصرفون في كثير من الأحيان بالتنسيق مع السيلغوفي والبريغانتس، مرجحاً أن جميعهم ربما انضموا إلى البيكتس في شن الغارات على بريطانيا الرومانية، لكنه لم يُقدّم أي مصادر موثوقة تدعم هذه الادعاءات. 